# Virginie Ambougou
Virginie "Oga" Ambougou (ur. 27 sierpnia 1902 w Pointe Denis, zm. 6 maja 1992 w Libreville) – gabońska przywódczyni plemienna, arystokratka i polityczka. Jedna z dwóch pierwszych kobiet (wspólnie z Antoinette Tsono) wybrana do Zgromadzenia Narodowego Gabonu, w którym zasiadała w latach 1961–1964.

## Życiorys

### Młodość, edukacja i kariera zawodowa
Urodziła się w 1902 roku w Pointe Denis. Po swojej matce (Marie-Anne A. Rapontchombo, zwanej również Księżniczką Assiga) objęła stanowisko przywódczyni klanu Assiga, części grupy etnicznej Mpongwe; obrała imię Oga. Potrafiła czytać i pisać, co było standardem dla kobiet z jej klasy społecznej (w odróżnieniu od ogółu społeczeństwa).

### Działalność polityczna
Została członkinią Gabońskiej Partii Demokratycznej. Wspólnie z młodszą o 29 lat pielęgniarką Antoinette Tsono zostały pierwszymi kobietami wybranymi do parlamentu w historii kraju, obie z ramienia Gabońskiej Partii Demokratycznej. Ambougou swoją kampanię skupiła na rolniczych spółdzielniach rybackich. Mandat objęły 12 lutego 1961; były dwoma kobietami w 67-miejscowym parlamencie.

### Życie prywatne, pozostała działalność i śmierć
Jej pradziadkiem był Antchuwè Kowè Rapontchombo ("Król Denis"), król grupy etnicznej Mpongwe. Jej ojciec, Tito Ongonwou był członkiem arystokracji jednej z gałęzi klanu, a jej matka, Marie-Anne A. Rapontchombo (zwana również Księżniczką Assiga) była potomkinią Króla Denisa. Miała dziewiątkę dzieci. Zmarła w maju 1992 roku w wieku 90 lat.
Była damą Ordre de l'Etoile Equatoriale.